# Ambiente tecnológico
Ambiente tecnológico se refere aos fatores, tendências e condições gerais que afetam todas as organizações tendo em vista que as organizações são sistemas abertos. Pode-se classificar o ambiente organizacional em cinco dimensões: Tecnológico, Sociocultural, Ecológico, Legal e Macroeconômico.

## Ambiente Tecnológico
O ambiente tecnológico é formado pelos conhecimentos e informações relativos aos processos e produtos de seu ramo de negócios e pelas organizações que o produz. As organizações utilizam alguma forma de tecnologia para executar suas operações e realizar suas tarefas. As condições tecnológicas influenciam na competitividade das empresas principalmente quando se trata de tecnologia sujeita a inovações, ou seja, tecnologia dinâmica e de futuro imprevisível. Portanto, acompanhar a evolução tecnológica é uma estratégia segura para garantir a sobrevivência e eficácia da organização.